# Fabio Sabatini
Fabio Sabatini (Pescia, 18 febbraio 1985) è un ex ciclista su strada italiano, è stato uno dei migliori apri pista di molti velocisti.

## Carriera
Dopo un 2005 tra i dilettanti Elite/Under-23 con tre vittorie all'attivo e un terzo posto al Gran Premio Liberazione, passò professionista all'inizio del 2006 tra le file del Team Milram.
Cambiò squadra nel 2009, accasandosi alla Liquigas di Roberto Amadio. Quell'anno ottenne tre podi su sette tappe della Volta Ciclista a Catalunya e giunse ottavo alla Vattenfall Cyclassics. Partecipò inoltre al Tour de France, concludendo 147º, e alla Vuelta a España.
Nel 2010 si classificò terzo al Gran Premio Costa degli Etruschi e secondo nella Classica Sarda. In seguito partecipò al Giro d'Italia, ottenendo il terzo posto nella seconda tappa e il terzo nella decima; si aggiudicò inoltre la vittoria, con la sua Liquigas-Doimo, della cronosquadre.

## Palmarès
- 2003 (Juniores)

1ª tappa Giro della Toscana Juniores
4ª tappa Giro della Toscana Juniores
- 2004 (Pedale Larigiano Under-23)

Trofeo Tempestini Ledo
- 2005 (Cargo Embassy-Pedale Larigiano Under-23)

Trofeo delle Colline Capannoresi
Coppa Città di Asti
Coppa del Grano
- 2008 (Team Milram, una vittoria)

Trofeo Città di Borgomanero (cronocoppie, con Marco Velo)

### Altri successi
- 2010 (Liquigas-Doimo)

4ª tappa Giro d'Italia (Savigliano > Cuneo, cronosquadre)
- 2016 (Etixx-Quick Step)

1ª tappa Tour de San Luis (El Durazno > El Durazno, cronosquadre)

## Piazzamenti

### Grandi Giri
- Giro d'Italia

2007: ritirato (14ª tappa)
2008: ritirato (13ª tappa)
2010: 101º
2011: 104º
2012: 79º
2013: 93º
2015: 110º
2016: non partito (15ª tappa)
2018: 129º
2019: 92º
2021: 133º
- Tour de France

2009: 147º
2011: 167º
2013: 117º
2014: 118º
2016: 150º
2017: 154º
- Vuelta a España

2007: 131º
2008: 102º
2009: 115º
2018: 152º

### Classiche monumento
- Milano-Sanremo

2008: 65º
2009: ritirato
2010: ritirato
2015: 122º
2016: 78º
2017: 118º
2018: 76º
2020: 96º
2021: 126º
- Giro delle Fiandre

2007: 31º
2008: 93º
2010: 43º
2012: 13º
2013: 49º
2014: 41º
- Parigi-Roubaix

2007: 71º
2008: 89º
2010: fuori tempo
2013: 32º
2014: ritirato
- Giro di Lombardia

2007: ritirato
2008: ritirato

### Competizioni mondiali
- Campionati del mondo

Doha 2016 - In linea Elite: ritirato

### Competizioni europee
- Campionati europei

Herning 2017 - In linea Elite: 21º
Alkmaar 2019 - In linea Elite: ritirato